# رومان مارس
رومان مارس (بالإنجليزية: Roman Mars)‏ هو صحفي أمريكي، ولد في 16 أكتوبر 1974 في أوهايو في الولايات المتحدة.

## وصلات خارجية
- الموقع الرسمي